# Jenisch

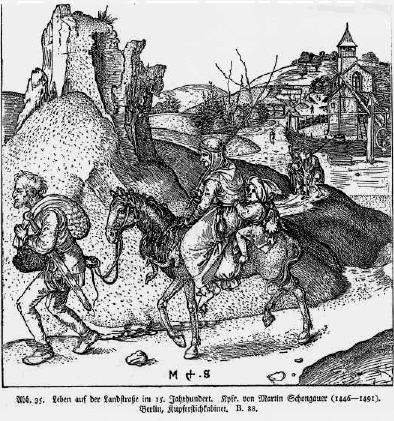
1500-talsillustration av jenischfolket.

Jeniska resande, tyska Jenisch, är ett resandefolk i Västeuropa med indoeuropeiskt ursprung, möjligen härstammar de från kelterna.
Jeniska resande talar ett språk som innehåller ord från bland annat romani, jiddisch, hebreiska, latin och tyska. I Sverige använder man också ord från västgötaknallarnas månsing, och andra så kallade hemliga språk.
Jeniska resande är ett av de största resandefolken i Europa, det finnas uppskattningsvis runt 700 000 individer, varav 200 000 bor i Tyskland. Numera är de för det mesta bofasta, även om det förekommer viss nomadism i några länder.